# لاينغ فرام يو
لاينغ فرام يو (بالإنجليزية: Lying from You)‏ هي أغنية لفرقة الروك الأمريكية «لينكين بارك»، وهي أغنية برومو من الألبوم «ميتيورا (Meteora)» المصدَر عام 2003، حازت الأغنية على المرتبة رقم 58 في الولايات المتحدة.